# Poniatowskis tjur

Det heraldiska vapnet för släkten Poniatowski.

Poniatowskis tjur (Taurus Poniatovii på (latin) var en stjärnbild på norra stjärnhimlen som skapades av den polsk-lettiske astronomen och matematikern Marcin Odlanicki Poczobutt 1777. Det skedde för att hedra Stanislaus Poniatowski, som senare gick till historien som Polens siste kung. Den bestod av stjärnor som numera tillhör Ormbärarens och Örnens stjärnbilder.
Innan Poniatowskis tjur föreslogs tillhörde några av stjärnorna en annan gammal stjärnbild, Tigris-floden.

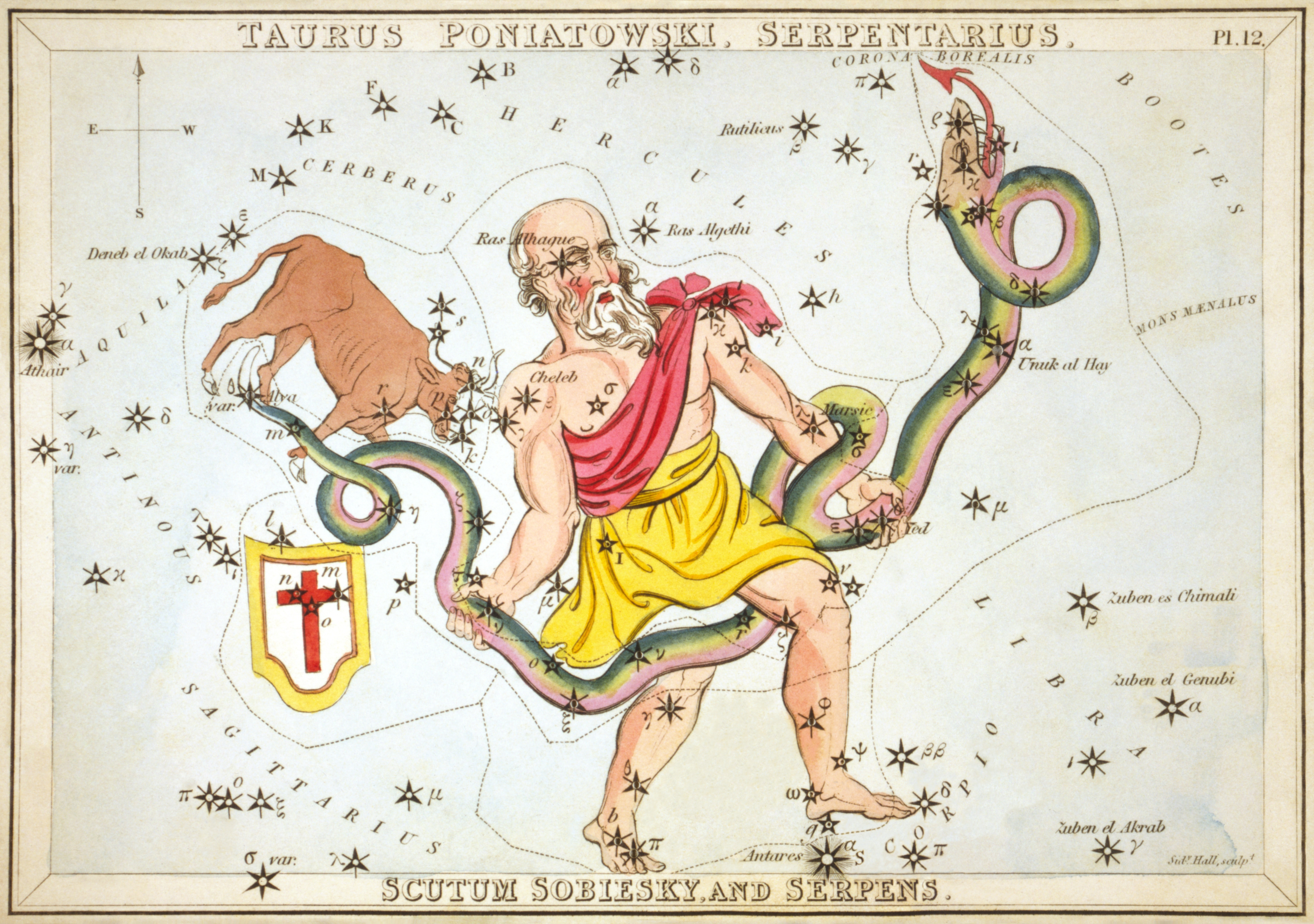
Ormbäraren som håller Ormen, som det avbildades på ett kort publicerat I London ungefär 1825. Ovanför ormens stjärt är Poniatowskis tjur.

## Stjärnor
Poniatowskis tjur var en relativt ljussvag stjärnbild, men de fem ljusstarkaste, som bildade tjurens horn och ”ansikte” var alla av fjärde magnituden.
- 72 Ophiuchi är ljusstarkast, med magnitud 3,73[5]
- 66 Ophiuchi  har magnitud 4,60[6]
- 67 Ophiuchi  har magnitud 3,93[7]
- 68 Ophiuchi har magnitud 4,44[8]
- 70 Ophiuchi har magnitud 4,03[9]
- Barnards stjärna fanns också inom stjärnbildens område.[10]

Stjärnor av 5:e och 6:e magnitud som numera tillhör Örnens stjärnbild bildade baken på tjuren.
De fem ljusstarkaste stjärnorna i den forna stjärnbilden tillhör den öppna stjärnhopen Collinder 359 (Melotte 186).